# Séisme du 5 février 1663 dans Charlevoix
Le séisme de 1663 dans Charlevoix est un séisme survenu le 5 février 1663 vers 17 h 30 en Nouvelle-France. Sa magnitude est de 7,3 et 7,9 sur l'échelle de Mercalli et son intensité maximale ressentie aurait atteint le stade X (intense). Il est supposé que l'épicentre principal se trouvait près de l'estuaire du Saint-Laurent, entre l'embouchure des rivières Malbaie au nord et Ouelle au sud. Certains auteurs (Locat et Al.) localisent l'épicentre du séisme plus au nord à proximité de la ville de Saguenay (41° 21' de lat N Long -70° 50') et évalue sa magnitude M minimale à 7.6. Une grande partie du Nord-Est de l'Amérique du Nord ressentie les secousses sismiques. Plusieurs glissements de terrain et affaissements sous-marins se produisent à la suite du tremblement mais les différents récits de l'époque ne relatent pas de destructions civiles notables.

## Contexte
La zone sismique de Charlevoix (ZSC) se trouve le long du fleuve Saint-Laurent, au nord-est de la ville de Québec. Bien que les tremblements de terre soient peu fréquents dans l'Est du Canada en raison de son éloignement des plaques tectoniques, cette zone est particulièrement active avec cinq séismes de magnitude 6 ou plus depuis le début des enregistrements. Le mécanisme au foyer des séismes de la zone est expliqué par une faille inverse. Ces failles font partie du rift du Saint-Laurent, lequel fut formé lors de la rupture du supercontinent Rodinia à la fin du Néoprotérozoïque et au début du Paléozoïque. Une météorite massif de plusieurs kilomètres de diamètre frappe ensuite Charlevoix et crée du même coup l'astroblème de Charlevoix. Cet impact affaiblit le sous-sol de la région et affecta la stabilité des failles du rift.

## Déroulement

### Séisme
Le séisme se produit le 5 février 1663 à 17h30 heure locale dans la région du Canada, en Nouvelle-France. De grands glissements de terrain surviennent le long du fleuve Saint-Laurent et des rivières Saint-Maurice et Batiscan. Ces étendues d'eau deviennent boueuses après le choc et resteront affectées pendant un mois.
« Ce fut le cinquième jour de février 1663, sur les cinq heures et demie du soir, qu’un grand bruissement s’entendit en même temps dans toute l’étendue du Canada. Ce grand bruissement qui paraissait comme si le feu eût été dans les maisons en fit sortir tout le monde, pour fuir un incendie si inopiné; mais au lieu de voir la fumée et la flamme, on fut bien surpris de voir les murailles se balancer et toutes les pierres se remuer, comme si elles se fussent détachées; les toits semblaient se courber en bas d’un côté, puis se renverser de l’autre; les cloches sonnaient d’elles-mêmes; les poutres, les soliveaux et les planchers craquaient; la terre bondissait, faisant danser les pieux des palissades d’une façon qui ne paraissait pas croyable, si nous ne l’eussions vue en divers endroits. »
— Père Hiérosme Lallemand, Relations des Jésuites de 1663
Le séisme a également été ressenti en Nouvelle-Angleterre et en Nouvelle-Néerlande, plus au sud. Situé à Roxbury, près de Boston, à environ 600 kilomètres de l'épicentre, le révérend S. Danforth enregistre le séisme le 26 janvier 1663 (calendrier julien) vers 18 heures. Il note plusieurs répliques sismiques ensuite. Sur les rives de la baie du Massachusetts, des cheminées de maisons se renversent. Ce niveau de dommages se rapporte à une échelle d'intensité de VI, bien que cela pourrait être expliqué par une mauvaise qualité de mortier utilisé par les colons. Dans un rapport de juin 2011 publié dans le bulletin de la Seismological Society of America (en), le professeur et chercheur John E. Ebel du Boston College utilise ces informations reportées de l'époque pour évaluer l'intensité du séisme de 7,3 à 7,9.

### Effets géologiques à long terme
Des données bathymétriques récentes récoltées dans le fjord du Saguenay ont révélé une série de glissements qui sont probablement dus au séisme de 1663. Le glissement de terrain du 4 mai 1971 à Saint-Jean-Vianney au Saguenay–Lac-Saint-Jean est interprété comme une des répercussions à long terme du séisme de 1663. Le graben du Saguenay a été le site de nombreuses catastrophes naturelles en raison de sa géologie. Plus récemment, en 1996, le déluge du Saguenay causa des dommages majeurs à l'ensemble de la région.

## Réactions
En Nouvelle-France, certains témoignages relatent que les colons et les autorités analysèrent le séisme comme un message divin. La consommation d'eau-de-vie est au cœur d'importants débats à ce moment-là dans la colonie.
En 1657, six ans avant le séisme, Louis XIV de France interdit la vente d'alcool aux Amérindiens. Le 5 mai 1660, François de Montmorency-Laval, alors vicaire apostolique de la Nouvelle-France, menace d'excommunication les contrevenants car il juge que les boissons enivrantes détruisent les autochtones. À l'inverse, Pierre du Bois d'Avaugour, le gouverneur de la Nouvelle-France, ignore ces interdictions et désire protéger les intérêts économiques et politiques entourant cette vente. Pour mettre fin à ce déséquilibre législatif, l'évêque quitte la colonie en 1662 pour se rendre à Paris solliciter l'appui du roi de France.
Pendant ce temps, le séisme survient la veille du Mardi gras, une journée très festive où l'alcool coule à flos. Les colons l'associent automatiquement à un avertissement de Dieu de ne pas sombrer dans la débauche. Marie de l'Incarnation, qui met elle aussi la faute sur l'alcool, signale qu'elle compta six secousses,.
À son retour en 1663, François de Laval apprend la nouvelle du séisme et observe un plus grand assujettissement des commerçants d'alcool. Avec la fondation du Séminaire de Québec le 26 mars, certains écrits relatent l'année 1663 comme la plus pieuse de toute la colonie.